# Venti minuti
Venti minuti è un cortometraggio diretto da Daniele Esposito, vincitore del Globo d'oro al miglior cortometraggio nel 2022 e in concorso alla 52ª edizione del Giffoni Film Festival.

## Trama
Roma, 16 ottobre 1943. È mattina presto e Lea, svegliata da un incubo, sente bussare alla porta. Due soldati tedeschi le consegnano un biglietto: lei e suo marito Enzo hanno venti minuti per lasciare le loro vite e seguirli. Ma sulla lista dei tedeschi i nomi dei loro figli, Cesare e Fiorella, non ci sono. I due sono indecisi sul da farsi: nella concitazione del momento dovranno prendere la decisione più importante della loro vita.

## Produzione
Il cortometraggio è prodotto da Le Chat Noir produzioni.

## Distribuzione
Distribuito da Galè Distribution e disponibile sulla piattaforma RaiPlay.